# Merciless

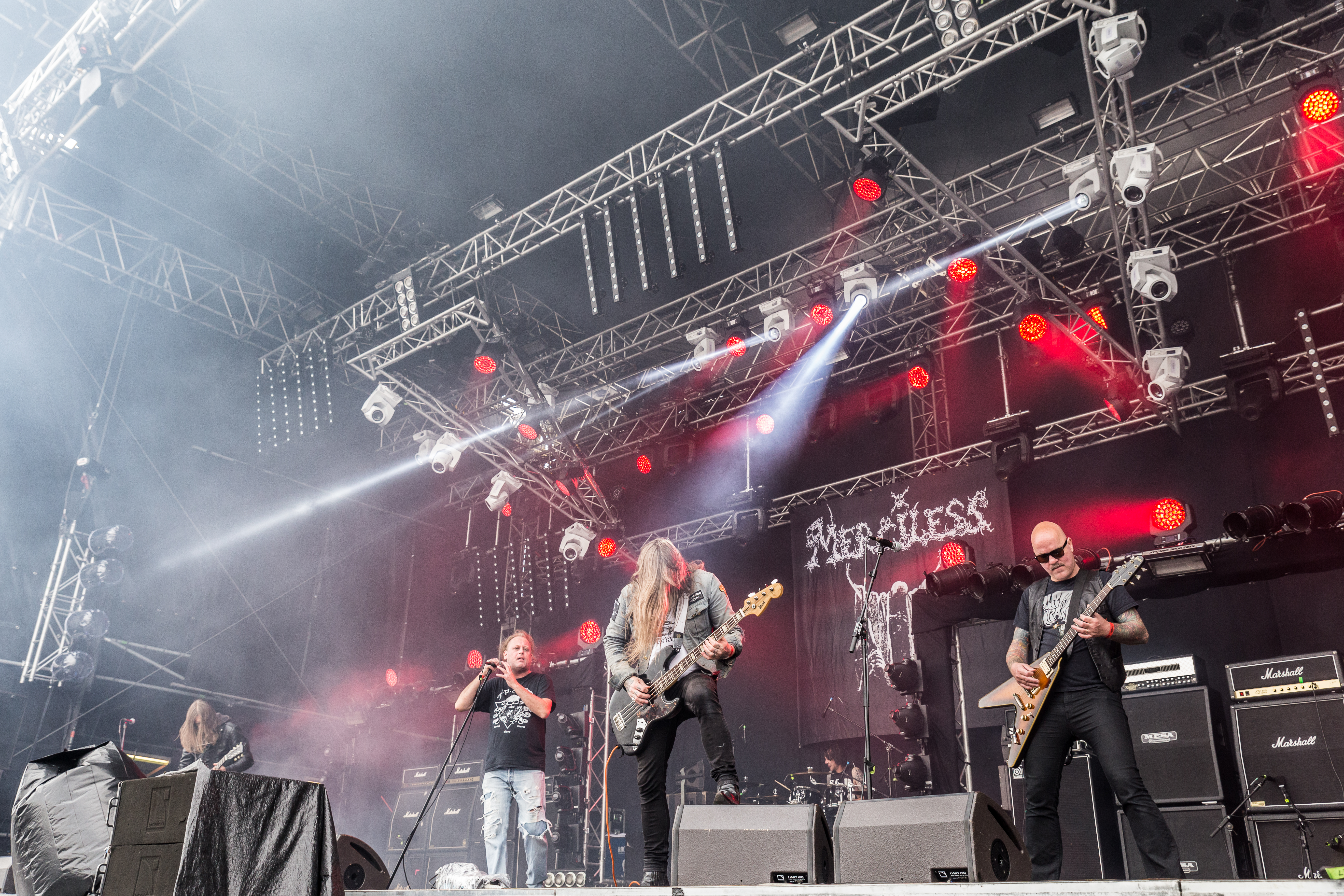
Merciless in the Party.San Metal Open Air 2017

Merciless es un grupo de Suecia de Death metal/Thrash metal. La banda se formó en 1986 en Strängnäs, Suecia por Erik Wallin (guitarra) Fredrik Karlén (bajo) y Stefan Carlsson (batería). Merciless se inspiró en bandas como Kreator, Sodom, Destruction y Bathory. Primero hicieron algunos conciertos locales con el nombre de "Obsessed" y "Black Mass" , pero luego a principios de 1987 cambiaron su nombre a Merciless. A principios de 1988 scaron un demo llamado "Behind the Black Door" y el vocalista Kåle dejó la banda pero fue sustituido por Rogga. Con esa formación garbaron su segundo demo llamado "Realm of the Dark" en junio de 1988. Esa demo llamó la atención de Deathlike Silence Productions de Euronymous. En 1990 publican su álbum debut "The Awakening" con Deathlike Silence Productions.

Su segundo álbum "The Treasures Within" fue grabado enter junio y julio de 1991 pero no fue publicado hasta un año después debido a la mala gestión de su nuevo sello discográfico. Este retraso causa de la salida del baterista Stipen quien fue reemplazado por Peter Stjärnvind en febrero de 1992.En septiembre de 1993, después de la gira escandinava, graban su tercer disco con Dan Swanö en los estudios Unisound y fue lanzado por No Fashion Records. En 1994 la banda se separó debido a la desilusión con los sellos discográficos, pero volvió a reunirse en 1995 para grabar la canción "criónica" para el álbum tributo a Slayer. En 1999 su primer álbum fue reeditado por Osmose Productions , que finalmente llevó a la reanudar la de la banda. En mayo de 2002, entraron al estudio para grabar el sucesor de su álbum de 1994, simplemente llamado "Merciless".

## Discografía
- Behind the Black Door (demo, 1987)
- Realm of the Dark (demo, 1988)
- The Awakening (1990)
- The Treasures Within (1992)
- Unbound (1994)
- Merciless (2003)

## Miembros
- Roger "Rogga" Pettersson - Voces (1988-)
- Erik Wallin - Guitarras (1986-)
- Fredrik Karlén - Bajo (1986)
- Stefan "Stipen" Carlsson - batería (1986–1992, 2004-)

### Antiguos miembros
- Kåle - Voces (1986–1988)
- Peter Stjärnvind - batería (1992–2004)

- Datos: Q1504533
- Multimedia: Merciless / Q1504533